# Lygisaurus parrhasius
Espèce
Synonymes
- Carlia parrhasius Couper, Covacevich & Lethbridge 1994[1]

Lygisaurus parrhasius est une espèce de sauriens de la famille des Scincidae.

## Systématique
L'espèce Lygisaurus parrhasius a été décrite pour la première fois en 1994 par Patrick J. Couper (d), Jeanette Adelaide Covacevich (d) et Phillip J. Lethbridge (d) sous le protonyme de Carlia parrhasius.

## Répartition
Cette espèce est endémique du Queensland en Australie.

## Étymologie
Cette espèce est nommée en l'honneur du peintre grec Parrhasios, un maître de la tromperie.

## Publication originale
- (en) P. J. Couper, J. A. Covacevich et P. J. Lethbridge, « Carlia parrhasius, a new Queensland skink », Memoirs of the Queensland Museum, Brisbane, Queensland Museum (d), vol. 35, no 1,‎ 1994, p. 31-33 (ISSN 0079-8835 et 2204-1478, OCLC 1362342, 985513980 et 606437228, lire en ligne).